# Đạo Chân
Huyện tự trị dân tộc Ngật Lão và dân tộc Miêu Đạo Chân (chữ Hán giản thể: 道真仡佬族苗族自治县, bính âm: Dàozhēn Gēlǎozú Miáozú Zìzhìxiàn) là một huyện thuộc địa cấp thị Tuân Nghĩa, tỉnh Quý Châu, Cộng hòa Nhân dân Trung Hoa. Huyện tự trị này có diện tích 2156 km2, dân số năm 2002 là 320.000 người, mã số bưu chính là 563500. Chính quyền huyện đóng tại trấn Ngọc Khê.
Huyện tự trị này được chia thành các trấn: Ngọc Khê, Tam Giang, Tam Kiều, Đại 磏, Cựu Thành, Bình Mô, Dương Khê, Trung Tín, Lạc Long và Long Hưng; các hương: Hà Khẩu, hương dân tộc Thổ Gia Thượng Bá, Tông Bình.

### Khí hậu
| Dữ liệu khí hậu của Đạo Chân, elevation 686 m (2.251 ft), (1991–2020 normals, extremes 1981–2010) | Dữ liệu khí hậu của Đạo Chân, elevation 686 m (2.251 ft), (1991–2020 normals, extremes 1981–2010) | Dữ liệu khí hậu của Đạo Chân, elevation 686 m (2.251 ft), (1991–2020 normals, extremes 1981–2010) | Dữ liệu khí hậu của Đạo Chân, elevation 686 m (2.251 ft), (1991–2020 normals, extremes 1981–2010) | Dữ liệu khí hậu của Đạo Chân, elevation 686 m (2.251 ft), (1991–2020 normals, extremes 1981–2010) | Dữ liệu khí hậu của Đạo Chân, elevation 686 m (2.251 ft), (1991–2020 normals, extremes 1981–2010) | Dữ liệu khí hậu của Đạo Chân, elevation 686 m (2.251 ft), (1991–2020 normals, extremes 1981–2010) | Dữ liệu khí hậu của Đạo Chân, elevation 686 m (2.251 ft), (1991–2020 normals, extremes 1981–2010) | Dữ liệu khí hậu của Đạo Chân, elevation 686 m (2.251 ft), (1991–2020 normals, extremes 1981–2010) | Dữ liệu khí hậu của Đạo Chân, elevation 686 m (2.251 ft), (1991–2020 normals, extremes 1981–2010) | Dữ liệu khí hậu của Đạo Chân, elevation 686 m (2.251 ft), (1991–2020 normals, extremes 1981–2010) | Dữ liệu khí hậu của Đạo Chân, elevation 686 m (2.251 ft), (1991–2020 normals, extremes 1981–2010) | Dữ liệu khí hậu của Đạo Chân, elevation 686 m (2.251 ft), (1991–2020 normals, extremes 1981–2010) | Dữ liệu khí hậu của Đạo Chân, elevation 686 m (2.251 ft), (1991–2020 normals, extremes 1981–2010) |
| Tháng                                                                                             | 1                                                                                                 | 2                                                                                                 | 3                                                                                                 | 4                                                                                                 | 5                                                                                                 | 6                                                                                                 | 7                                                                                                 | 8                                                                                                 | 9                                                                                                 | 10                                                                                                | 11                                                                                                | 12                                                                                                | Năm                                                                                               |
| ------------------------------------------------------------------------------------------------- | ------------------------------------------------------------------------------------------------- | ------------------------------------------------------------------------------------------------- | ------------------------------------------------------------------------------------------------- | ------------------------------------------------------------------------------------------------- | ------------------------------------------------------------------------------------------------- | ------------------------------------------------------------------------------------------------- | ------------------------------------------------------------------------------------------------- | ------------------------------------------------------------------------------------------------- | ------------------------------------------------------------------------------------------------- | ------------------------------------------------------------------------------------------------- | ------------------------------------------------------------------------------------------------- | ------------------------------------------------------------------------------------------------- | ------------------------------------------------------------------------------------------------- |
| Cao kỉ lục °C (°F)                                                                                | 20.8 (69.4)                                                                                       | 30.6 (87.1)                                                                                       | 33.3 (91.9)                                                                                       | 34.4 (93.9)                                                                                       | 35.4 (95.7)                                                                                       | 35.8 (96.4)                                                                                       | 38.2 (100.8)                                                                                      | 38.7 (101.7)                                                                                      | 37.5 (99.5)                                                                                       | 33.4 (92.1)                                                                                       | 26.6 (79.9)                                                                                       | 20.1 (68.2)                                                                                       | 38.7 (101.7)                                                                                      |
| Trung bình ngày tối đa °C (°F)                                                                    | 8.4 (47.1)                                                                                        | 11.1 (52.0)                                                                                       | 16.0 (60.8)                                                                                       | 21.6 (70.9)                                                                                       | 25.2 (77.4)                                                                                       | 27.9 (82.2)                                                                                       | 31.3 (88.3)                                                                                       | 31.4 (88.5)                                                                                       | 26.9 (80.4)                                                                                       | 20.7 (69.3)                                                                                       | 16.0 (60.8)                                                                                       | 10.3 (50.5)                                                                                       | 20.6 (69.0)                                                                                       |
| Trung bình ngày °C (°F)                                                                           | 5.4 (41.7)                                                                                        | 7.5 (45.5)                                                                                        | 11.5 (52.7)                                                                                       | 16.5 (61.7)                                                                                       | 20.2 (68.4)                                                                                       | 23.3 (73.9)                                                                                       | 26.2 (79.2)                                                                                       | 25.8 (78.4)                                                                                       | 21.9 (71.4)                                                                                       | 16.7 (62.1)                                                                                       | 12.0 (53.6)                                                                                       | 7.0 (44.6)                                                                                        | 16.2 (61.1)                                                                                       |
| Tối thiểu trung bình ngày °C (°F)                                                                 | 3.2 (37.8)                                                                                        | 5.0 (41.0)                                                                                        | 8.5 (47.3)                                                                                        | 13.0 (55.4)                                                                                       | 16.6 (61.9)                                                                                       | 20.0 (68.0)                                                                                       | 22.4 (72.3)                                                                                       | 21.8 (71.2)                                                                                       | 18.5 (65.3)                                                                                       | 14.2 (57.6)                                                                                       | 9.5 (49.1)                                                                                        | 4.7 (40.5)                                                                                        | 13.1 (55.6)                                                                                       |
| Thấp kỉ lục °C (°F)                                                                               | −4.3 (24.3)                                                                                       | −3.4 (25.9)                                                                                       | −3.9 (25.0)                                                                                       | 3.9 (39.0)                                                                                        | 8.5 (47.3)                                                                                        | 13.1 (55.6)                                                                                       | 15.0 (59.0)                                                                                       | 14.9 (58.8)                                                                                       | 10.6 (51.1)                                                                                       | 4.0 (39.2)                                                                                        | −1.3 (29.7)                                                                                       | −5.0 (23.0)                                                                                       | −5.0 (23.0)                                                                                       |
| Lượng Giáng thủy trung bình mm (inches)                                                           | 16.5 (0.65)                                                                                       | 21.9 (0.86)                                                                                       | 46.7 (1.84)                                                                                       | 105.2 (4.14)                                                                                      | 158.8 (6.25)                                                                                      | 192.5 (7.58)                                                                                      | 147.8 (5.82)                                                                                      | 126.2 (4.97)                                                                                      | 97.7 (3.85)                                                                                       | 96.1 (3.78)                                                                                       | 45.6 (1.80)                                                                                       | 15.3 (0.60)                                                                                       | 1.070,3 (42.14)                                                                                   |
| Số ngày giáng thủy trung bình (≥ 0.1 mm)                                                          | 10.7                                                                                              | 10.4                                                                                              | 13.4                                                                                              | 15.1                                                                                              | 17.2                                                                                              | 16.4                                                                                              | 13.3                                                                                              | 12.4                                                                                              | 11.5                                                                                              | 16.1                                                                                              | 11.9                                                                                              | 10.7                                                                                              | 159.1                                                                                             |
| Số ngày tuyết rơi trung bình                                                                      | 3.5                                                                                               | 1.3                                                                                               | 0.3                                                                                               | 0                                                                                                 | 0                                                                                                 | 0                                                                                                 | 0                                                                                                 | 0                                                                                                 | 0                                                                                                 | 0                                                                                                 | 0                                                                                                 | 1.2                                                                                               | 6.3                                                                                               |
| Độ ẩm tương đối trung bình (%)                                                                    | 79                                                                                                | 77                                                                                                | 76                                                                                                | 78                                                                                                | 79                                                                                                | 80                                                                                                | 77                                                                                                | 76                                                                                                | 79                                                                                                | 83                                                                                                | 82                                                                                                | 80                                                                                                | 79                                                                                                |
| Số giờ nắng trung bình tháng                                                                      | 29.4                                                                                              | 33.1                                                                                              | 61.4                                                                                              | 87.0                                                                                              | 98.6                                                                                              | 92.4                                                                                              | 157.5                                                                                             | 176.7                                                                                             | 111.5                                                                                             | 62.7                                                                                              | 55.6                                                                                              | 36.3                                                                                              | 1.002,2                                                                                           |
| Phần trăm nắng có thể                                                                             | 9                                                                                                 | 10                                                                                                | 16                                                                                                | 22                                                                                                | 23                                                                                                | 22                                                                                                | 37                                                                                                | 44                                                                                                | 30                                                                                                | 18                                                                                                | 17                                                                                                | 11                                                                                                | 22                                                                                                |
| Nguồn: China Meteorological Administration                                                        |                                                                                                   |                                                                                                   |                                                                                                   |                                                                                                   |                                                                                                   |                                                                                                   |                                                                                                   |                                                                                                   |                                                                                                   |                                                                                                   |                                                                                                   |                                                                                                   |                                                                                                   |